# Gourdou-Leseurre GL-812 HY
Gourdou-Leseurre GL-812 HY là một loại thủy phi cơ trinh sát do hãng Gourdou-Leseurre chế tạo.

## Biến thể
Gourdou-Leseurre L-2
Gourdou-Leseurre L-3
Gourdou-Leseurre GL-810 HY
Gourdou-Leseurre GL-811 HY
Gourdou-Leseurre GL-812 HY
Gourdou-Leseurre GL-813 HY

## Quốc gia sử dụng
Pháp
- Hải quân Pháp

## Tính năng kỹ chiến thuật (812 HY)
Dữ liệu lấy từ Donald, David, biên tập (1997). The Encyclopedia of World Aircraft. Prospero Books. tr. 463. ISBN 1-85605-375-X. {{Chú thích bách khoa toàn thư}}: |title= trống hay bị thiếu (trợ giúp)
Đặc điểm tổng quát
- Kíp lái: 3
- Chiều dài: 10,49 m (34 ft 5 in)
- Sải cánh: 16 m (52 ft 6 in)
- Chiều cao: 3,86 m (12 ft 8 in)
- Diện tích cánh: 41 m2 (441,33 ft2)
- Trọng lượng rỗng: 1690 kg (3726 lb)
- Trọng lượng có tải: 2460 kg (5423 lb)
- Powerplant: 1 × Gnome-Rhone 9Ady Jupiter, 313 kW (420 hp) mỗi chiếc

Hiệu suất bay
- Vận tốc cực đại: 200 km/h (124 mph)
- Tầm bay: 560 km (348 dặm)
- Trần bay: 6000 m (19685 ft)